# Tokugawa Nariaki
Tokugawa Nariaki (徳川 斉昭), (4 avril 1800 - 29 septembre 1860) est un important daimyo à la tête du domaine de Mito (à présent préfecture d'Ibaraki). Il joue un rôle important dans le développement du nationalisme japonais et au cours de la restauration de Meiji.

## Biographie

### Chef de clan
Tokugawa Nariaki est le 3e fils de Tokugawa Harutoshi, daimyo à la 7e génération du domaine de Mito. La responsabilité de chef de famille passe d'abord à Narinobu, fils ainé de Harutoshi, avant d'échoir à Nariaki en 1829. Nariaki est aussi chef du parti Jōi (« Révérer l'Empereur, expulser les barbares  ») et conseiller du Bakufu pour les questions de défense nationale.
Le sanctuaire Tokiwa de Mito lui est dédié.

### Fonctionnaire du bakufu
Nariaki est chargé des efforts du bakufu pour défendre le pays contre les empiétements étrangers. À son avis, le bakufu doit renforcer son armée et lutter contre les étrangers, position qui le met en désaccord avec Ii Naosuke sur cette question. Il est pro-empereur et favorise la restauration impériale. Nariaki élargit également considérablement l'école de pensée Mitogaku établie par Tokugawa Mitsukuni. Il rédige un document intitulé « Japon, rejette les Occidentaux » en 1853. Il donne dans ce document dix raisons pour lesquelles le Japon devrait rester isolé du reste du monde. Il pose que le peuple japonais a le choix entre la guerre et la paix, mais il est clair pour lui que le peuple japonais doit choisir la guerre pour que les Occidentaux ne s'immiscent pas dans les affaires du Japon.
Lui et Ii s'opposent sur le choix de la personne qui doit succéder au shogun Iesada. Nariaki défend son fils Yoshinobu tandis que Naosuke, qui finit par l'emporter, soutient Tokugawa Yoshitomi, le daimyo du domaine de Wakayama.

### Postérité
En 1841, Nariaki fait aménager le Kairaku-en, jardin toujours populaire de nos jours.
Nariaki se retire en 1844 en faveur de son fils Yoshiatsu, et meurt d'une crise cardiaque en 1860 à l'âge de 61 ans.  
Trois des grandes figures des années 1860 sont en fait frères naturels, tous étant des fils de Nariaki : Hitoshubashi Keiki, qui devient shogun sous le nom Tokugawa Keiki en 1866; Tokugawa Yoshiatsu de Mito; et Ikeda Yoshinori d'Inaba (Tottori).

## Ouvrages de Nariaki
Publiés de façon posthume :

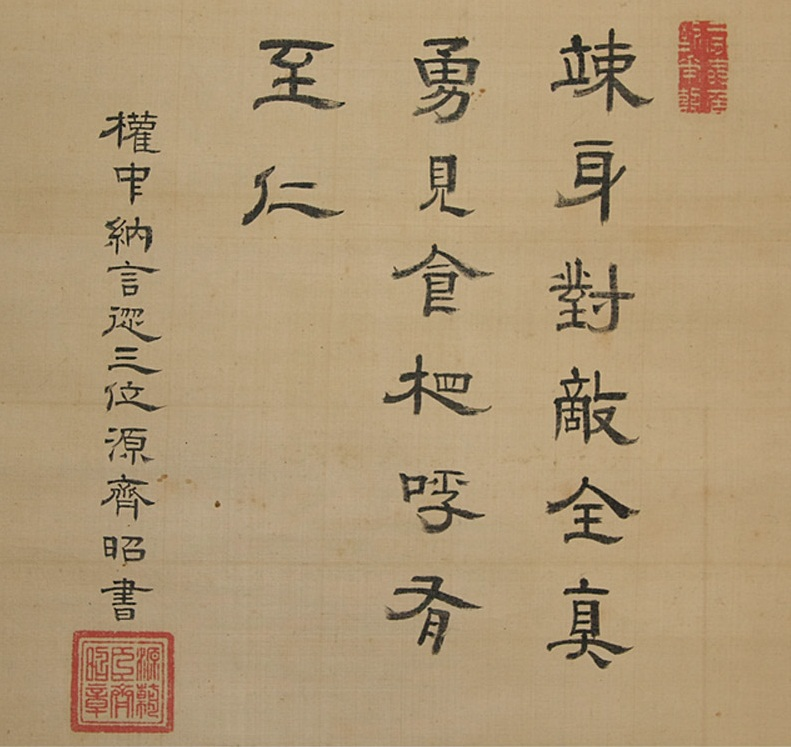
Écriture de Tokugawa Nariaki

- Kōdōkan ki 弘道館記 (1937). Ed. by Meiji Seitoku Kinen Gakkai 明治聖德記念學會. Tokyo: Meiji Seitoku Kinen Gakkai 明治聖德記念學會.
- Meikun ippanshō 明君一斑抄 (1910–1911). Ed. by Kurokawa Mamichi 黒川真道. Tokyo: Dōbunkan 同文館.

## Source de  la traduction
- (en) Cet article est partiellement ou en totalité issu de l’article de Wikipédia en anglais intitulé « Tokugawa Nariaki » (voir la liste des auteurs).